# Rivière du Dépôt
Rivière du Dépôt är ett vattendrag i Kanada.   Det ligger i provinsen Québec, i den östra delen av landet, 500 km nordost om huvudstaden Ottawa. Rivière du Dépôt ligger vid sjön Lac à Georges.
I omgivningarna runt Rivière du Dépôt växer i huvudsak blandskog. Trakten runt Rivière du Dépôt är nära nog obefolkad, med mindre än två invånare per kvadratkilometer.